# Národní strana (Slezsko)
Národní strana ve Slezsku, po roce 1911 známá též jako Lidová strana slezská, byla česká politická strana v Rakouském Slezsku od 60. let 19. století do roku 1918.

Strana působila v okresech Vévodství Horní a Dolní Slezsko

## Historie
Národní strana vznikla v 60. letech, jako jediná česká politická strana Vévodství Horní a Dolní Slezsko po vzoru staročeské strany. Na rozdíl od Čech, kde v roce 1871 proběhl rozkol české strany na část staročechů a mladočechů, ve Slezsku zůstala strana jednotnou až do konce 90. let 19. století. Díky menšinovému postavení Čechů v Rakouském Slezsku se straně nedařilo získat mandáty ve Slezském zemském sněmu, kde vítězili němečtí kandidáti. Proto strana několikrát kandidovala v koalici slovanských stran s Poláky.
Po roce 1900 se ve straně projevilo soupeření konzervativního katolického křídla s antiklerikální politikou mladší generace. Strana měla díky novému orgánu Národní rady pro Slezsko sdružovat všechny české politické směry ve Slezsku. Po zavedení všeobecného hlasovacího práva v roce 1907 začala diferenciace na české politické proudy mimo Slezsko. V roce 1911 se odštěpili agrárníci, národní sociálové a křesťanští sociálové do vlastních zemských organizací příslušných českých stran. Díky odchodu řady proudů v roce 1911 převládlo v Národní straně křídlo pokrokářů, kteří začali úzce spolupracovat s mladočeskou Lidovou stranou pokrokovou na Moravě. Strana zanikla 20. ledna 1918, kdy se oficiálně sloučila s Lidovou stranou pokrokovou na Moravě do Moravsko-slezské lidové strany pokrokové, která se v únoru sjednotila do České státoprávní demokracie.

## Název
Strana byla známá pod celou řadou názvů:
- Národní strana
- Národní strana ve Slezsku
- Česká národní strana (Slezsko)
- Lidová strana slezská
- Slezská lidová strana
- Lidová strana ve Slezsku

## Volební výsledky

### Říšská rada
| Volby | Hlasy | Hlasy | Mandáty | Mandáty | Pozice |
| Volby | Abs.  | %     | Abs.    | ±       | Pozice |
| ----- | ----- | ----- | ------- | ------- | ------ |
| 1911  | 1 893 | 0,1   | 1/516   | ▼1      | ▼30.   |

### Slezský zemský sněm
| Volby | Hlasy | Hlasy | Mandáty | Mandáty | Pozice |
| Volby | Abs.  | %     | Abs.    | ±       | Pozice |
| ----- | ----- | ----- | ------- | ------- | ------ |
| 1902  |       |       | 3/31    | ▬       | ▬5.    |